# Борие
Вижте пояснителната страница за други значения на Борие.
Бориѐ е село в Южна България. То се намира в община Рудозем, област Смолян.

## География
Село Борие се намира в планински район. Борие е разположено в землището на град Рудозем.

## Културни и природни забележителности
Връх Кичика.